# Bill W.
William Griffith Wilson (Dorset, 26 de novembro de 1895 - Miami, 24 de janeiro de 1971), também conhecido por Bill Wilson ou Bill W. - nome pelo qual ficou conhecido no mundo inteiro - foi o cofundador do grupo de mútua ajuda Alcoólicos Anônimos juntamente com o Dr. Robert Smith, mais conhecido como Dr. Bob S. ou Dr. Bob.

## Biografia

Bill W. em foto de data desconhecida

### Origens
Filho de um alcoólico, foi abandonado por ambos os pais e ficou aos cuidados dos avós. Bill, mais tarde, começara ele próprio a beber, para comemorar ou para esquecer. Casou-se em 1918 com Lois Burnham, que, anos mais tarde, o ajudaria na fundação dos Al-Anon, organização destinada ao apoio às famílias de alcoólicos. Todavia, Wilson, que fez carreira militar, não conseguiu abandonar o álcool durante quase vinte anos, vindo a ser internado quatro vezes por esse motivo. A primeira vez ocorreu em 1933, ano em que as suas crises devido ao alcoolismo foram mais agudas. Este ano de 1933 foi uma época de penúria e mesmo miséria para os Wilson, a viverem a ressaca da Grande Depressão iniciada em 1929, que atirara ambos para o desemprego. Wilson, constantemente bêbado, tornou-se um destroço humano, mendigando para beber.

### Surge o AA
Em 1934, porém, ano da última das suas crises, bebeu o último copo, tinha já 39 anos e uma saúde arruinada, para além de uma carreira destruída. O seu último internamento, em Nova Iorque, precisamente em 1934, foi de fato um momento marcante, pois sentira uma iluminação divina que o ajudaria a libertar-se dos grilhões destruidores do álcool e o conduziria à fundação dos Alcoólicos Anónimos (AA). Bill começou esta sua cruzada contra o álcool a partir do apoio da religião, através do Grupo Oxford, uma sociedade evangélica em que um seu amigo estava e que antes fora também alcoólico, mas deixara através de um tratamento à base de barbitúricos e de beladona ("purga e vómito"). Bill aderiu ao Grupo e à "receita", deixando de beber. Depois de meio ano sóbrio, Bill quase que caía outra vez na bebida, quando era já outra vez um homem de negócios. Foi um momento trágico e difícil, mas lembrara-se, no entanto, de ajudar um outro alcoólico, o que entendeu que o poderia livrar de vez do álcool. Assim, estava-se em 10 de junho de 1935, conseguiu convencer um alcoólico intratável, o Dr. Robert Smith, a abandonar a bebida, naquilo que foi considerada a primeira reunião dos Alcoólicos Anónimos. De um pedido de 15 minutos para conversar com Smith, acabaram por estar horas a fio os dois, conseguindo ambos juntar forças para abandonar para sempre a bebida. Por isso, o princípio fundamental da filosofia dos A. A. é de que só um alcoólico pode ajudar outro alcoólico. A casa de Bill, em Clinton Street, em Brooklyn, Nova Iorque, tornou-se o local sagrado da instituição e das suas reuniões durante alguns anos, até os Wilson daí serem despejados e obrigados a viver em condições provisórias ou em quartos emprestados.

### Fundação, livros e Al-Anon
Em 1938 criou a Fundação Alcoólicos e um ano depois publicou o livro Alcoólicos Anónimos, manual de base para quem quisesse deixar a bebida, incluindo na obra os 12 passos para esse efeito. De início, o livro não vendeu nada. Em 1940 Wilson conseguiu receber um apoio do milionário americano John D. Rockfeller Jr. mas de apenas trinta dólares por semana, nada mais, pois achava que o dinheiro poderia corromper os A. A. uma organização que tanto o impressionara. Em 1953 publicou mesmo um livro com esse título, Doze Passos e Doze Tradições, que é uma autêntica carta de princípios e de organização para os Alcoólicos Anónimos. Os 12 passos representam as doze fases para a cura do alcoolismo, tendo sido depois aplicados para outros vícios tais como o tabagismo, o sexo, o jogo, as dívidas, drogas, neurose, etc. Antes, em 1951, Lois fundou a referida organização Al-Anon, projetando a sua experiência de familiar de uma ex-alcoólico para apoiar as famílias de outros viciados na bebida ou em fase de a deixar. Bill, à medida que os A.A. ganharam expressão e notoriedade na América e fama e seguidores fora dela, tornou-se o seu símbolo e figura referencial, quase mítica. Wilson foi de facto uma figura proeminente e decisiva para muitos alcoólicos, pois defendia que, acima de tudo, a fórmula que pode operar o milagre da sobriedade é a mudança de ânimo, podendo-se encontrar forças em Deus ("que até podia ser um radiador", dizia). O alcoolismo acabou por ser considerado doença crónica e a ação dos A. A. muito serviu para que a classe médica assim reconhecesse essa dependência do álcool. Hoje são mais de 2 milhões os A. A. em mais de 150 países e muitos são os que já deixaram o álcool graça aos conselhos de Bill Wilson e às reuniões com outros viciados de forma a purgar a mente e ganhar forças e um novo ânimo. Wilson foi sempre uma figura discreta na parte final da vida, quando a sua atividade em luta contra o alcoolismo era já uma realidade social americana e ele um verdadeiro mito. Recusou prêmios, condecorações, pagamentos por conselhos e distinções, até uma foto de capa na Time.

### Falecimento
Apesar de ter parado de beber, era um fumante inveterado. Faleceu a 24 de janeiro de 1971, durante um tratamento dos pulmões em Miami, Flórida, vítima de pneumonia e de um enfisema.

## Bill W. and Dr. Bob
Em 1995, foi criada a peça teatral Bill W. and Dr. Bob, baseada nas vidas dos fundadores de AA e suas esposas. Os autores da peça são os teatrólogos Stephen Bergman e Janet Surrey e foi produzida por Bradford S. Lovette, Dr. Michael Weinberg, Judith Weinberg e The New Repertory Theatre. Os intérpretes são os atores Robert Krakovski (Bill W.) e Patrick Husted (Dr. Bob) e as atrizes Rachel Harker (Lois Wilson) e Kathleen Doyle (Anne Smith).
A peça teve sua primeira produção Off-Broadway em 2007 e retornou aos palcos em 2011.

### Prêmios
A peça conquistou os seguintes prêmios:
- 2010: Top Theatre Stories in Cleveland - Cleveland Plain Dealer
- 2010: Best Play Award - Regional British Columbia Drama Festival
- 2007: National Performing Arts Award - National Council on Alcohol
- 1995: One of the best plays of the year — San Diego Union Tribune
- 1995: Robert Wood Johnson Foundation Award para Samuel Shem, Harvard Medical School Division on Addictions